# Hellcat
『hellcat』（ヘルキャット）は、2009年4月8日にSony Music Recordsからリリースされた黒木メイサのデビュー・ミニ・アルバムである。

## 解説
女優としてキャリアを積んできた黒木の歌手デビュー作品である。自身が3曲作曲（Jeff Miyaharaとの共作）に参加している。DVD付初回限定盤と通常盤の2形態で発売。

## 収録曲
1. Hear the Alarm?（4:13）[1]
  - 作詞: MOMO"mocha"N.
  - 作曲: U-Key zone
2. Like This（3:34）[1]
  - 作詞: カミカオル
  - 作曲: カミカオル/Dee.C
  - 東芝製携帯電話「Sportio (au)」CMソング[1]。
  - 本作リリースの10ヵ月前から配信限定で発表していた楽曲。
3. Bad Girl（3:57）[1]
  - 作詞: U-KA
  - 作曲: JUNE
  - 本人も出演した映画「クローズZEROII」の劇中歌[1]。
4. Criminal（3:35）[1]
  - 作詞: TIGER
  - 作曲: Meisa/Jeff Miyahara
5. No, no, no（3:47）[1]
  - 作詞: MOMO"mocha"N.
  - 作詞: MOMO"mocha"N./dee.c
6. SEX（4:09）[1]
  - 作詞: 藤林聖子/Jeff Miyahara
  - 作曲: Meisa/Jeff Miyahara
7. Lost（3:19）[1]
  - 作詞: 白井裕紀/新美香/Jeff Miyahara
  - 作曲: Meisa/Jeff Miyahara/日野賢二
8. THIS IS CRAZY（4:12）[1]
  - 作詞: MOMO"mocha"N.
  - 作曲: U-Key zone
  - bjリーグ・仙台89ERSの2009-2010シーズン公式サポートソング

### DVD
1. Like This (Music Video)
2. Bad Girl (Music Video)
3. Criminal (Music Video)